# شست‌بریده زیتونی
شست‌بریده زیتونی (نام علمی: Procolobus verus) نام یک گونه از زیرخانواده شست‌بریدگان است.